# Songs for the Deaf
Songs for the Deaf är Queens of the Stone Ages tredje album och släpptes 27 augusti 2002. Det innehåller hitsinglarna "No One Knows" och "Go With the Flow".

## Låtlista
| Nr           | Titel                                                           | Kompositör              | Sång                        | Längd   |
| ------------ | --------------------------------------------------------------- | ----------------------- | --------------------------- | ------- |
| 1.           | You Think I Ain't Worth a Dollar, But I Feel Like a Millionaire | Josh Homme, Mario Lalli | Nick Oliveri                | 3:12    |
| 2.           | No One Knows                                                    | Homme, Mark Lanegan     |                             | 4:38    |
| 3.           | First It Giveth                                                 |                         |                             | 3:18    |
| 4.           | A Song for the Dead                                             | Homme, Lanegan          | Mark Lanegan                | 5:52    |
| 5.           | The Sky Is Fallin'                                              |                         |                             | 6:15    |
| 6.           | Six Shooter                                                     |                         | Nick Oliveri                | 1:19    |
| 7.           | Hangin' Tree                                                    | Homme, Alain Johannes   | Mark Lanegan                | 3:06    |
| 8.           | Go with the Flow                                                |                         |                             | 3:09    |
| 9.           | Gonna Leave You                                                 |                         | Nick Oliveri                | 2:50    |
| 10.          | Do It Again                                                     |                         |                             | 4:04    |
| 11.          | God Is in the Radio                                             |                         | Mark Lanegan                | 6:04    |
| 12.          | Another Love Song                                               |                         | Nick Oliveri                | 3:16    |
| 13.          | A Song for the Deaf                                             | Homme, Oliveri, Lanegan | Josh Homme and Mark Lanegan | 6:42    |
| 14.          | Mosquito Song                                                   |                         |                             | 5:37    |
| Total längd: | Total längd:                                                    | Total längd:            | Total längd:                | 1:00:55 |